# Bisdom Hearst-Moosonee
Het bisdom Hearst-Moosonee (Latijn: Dioecesis Hearstensis et Musonitana) is een rooms-katholiek bisdom met als zetels Hearst en Moosonee, in Canada. Het bisdom is suffragaan aan het aartsbisdom Ottawa-Cornwall. 

## Geschiedenis
Het bisdom werd opgericht op 18 april 1919, als de apostolische prefectuur Northern Ontario, uit delen van het bisdom Haileybury, en was suffragaan aan het aartsbisdom Ottawa. Op 17 november 1920 werd het verheven tot apostolisch vicariaat. Op 3 december 1938 werd het verheven tot bisdom en nam de naam bisdom Hearst. Op 3 december 2018 werd het samengevoegd met het bisdom Moosonee en kreeg de naam bisdom Hearst-Moosonee. 

## Parochies
Het bisdom had in 2021 een oppervlakte van 1.108.830 km2 en telde 66.820 inwoners waarvan 39,7% rooms-katholiek was.

## Bisschoppen
- Joseph-Jean-Baptiste Hallé (18 april 1918 - 3 december 1938)
- Joseph Charbonneau (20 juni 1939 - 18 mei 1940)
- Albini LeBlanc (14 december 1940 - 22 december 1945)
- Georges-Léon Landry (22 februari 1946 - 14 januari 1952)
- Louis Lévesque (9 juni 1952 - 13 april 1964)
- Jacques Landriault (27 mei 1964 - 24 maart 1971; apostolisch administrator tot 8 februari 1973)
- Roger-Alfred Despatie (8 februari 1973 - 13 april 1993)
- Pierre Fisette (27 december 1993 - 21 december 1995)
- André Vallée (19 augustus 1996 - 3 november 2005)
- Vincent Cadieux (25 juli 2007 - 2 februari 2016; apostolisch administrator sinds 18 juli 2006)
- Robert Ovide Bourgon (2 februari 2016 - 29 november 2020)
  - Terrence Thomas Prendergast (apostolisch administrator: 29 november 2020 - 24 augustus 2022)
- Pierre Olivier Tremblay (24 juni 2022 - heden)

Ottawa-Cornwall (aartsbisdom) · Hearst-Moosonee · Pembroke · Timmins